# Rasahus hamatus
Rasahus hamatus är en insektsart som först beskrevs av Fabricius 1781.  Rasahus hamatus ingår i släktet Rasahus och familjen rovskinnbaggar. Inga underarter finns listade i Catalogue of Life.